# Michael Schmid
Michael Schmid (n. 18 martie 1984, Frutigen⁠(d), Berna, Elveția) este un sportiv ce a reprezentat Elveția, medaliat olimpic. A participat la 2 ediții ale Jocurilor Olimpice (2010, 2014) în care a câștigat o medalie de aur.